# Deep Blue (album)
Albums de Parkway Drive
Horizons
(2007)
Singles
1. Sleepwalker
2. Karma
3. Unrest

Deep Blue est le troisième album du groupe australien de metalcore Parkway Drive, sorti le 25 juin 2010.

## Chansons
| 1.    | Samsara                                                        | 1:45 |
| 2.    | Unrest                                                         | 2:19 |
| 3.    | Sleepwalker                                                    | 4:01 |
| 4.    | Wreckage                                                       | 3:21 |
| 5.    | Deadweight                                                     | 3:47 |
| 6.    | Alone                                                          | 4:30 |
| 7.    | Pressures                                                      | 3:22 |
| 8.    | Deliver Me                                                     | 4:13 |
| 9.    | Karma                                                          | 3:49 |
| 10.   | Home Is for the Heartless (ft. Brett Gurewitz de Bad Religion) | 4:08 |
| 11.   | Hollow (ft. Marshall Lichtenwaldt de The Warriors)             | 3:00 |
| 12.   | Leviathan I                                                    | 3:49 |
| 13.   | Set to Destroy                                                 | 1:34 |
| 43:44 |                                                                |      |

## Membres du groupe
- Ben Gordon - Batterie
- Luke Kilpatrick - Guitare
- Jeff Ling - Guitare
- Winston McCall - Chant
- Jia O'Connor - Basse